# Mölltorps församling
Mölltorps församling är en församling i Karlsborgs pastorat i Vadsbo kontrakt i Skara stift. Församlingen ligger i Karlsborgs kommun i Västra Götalands län.

## Administrativ historik
Församlingen har medeltida ursprung. En del av församlingen utbröts 6 augusti 1831 för att bli en del av den då bildade Karlsborgs garnisonsförsamling. Ytterligare en del av församlingen utbröts 1885 för att bli en del av den då bildade Karlsborgs församling.
Församlingen var till 2002 annexförsamling i pastorat Ransberg och Mölltorp som från 1962 även omfattade Breviks församling. Från 2002 är den annexförsamling i pastoratet Karlsborg, Mölltorp, Brevik och Undenäs.

## Organister
| Period    | Namn                     | Levnadstid | Övrigt   |
| --------- | ------------------------ | ---------- | -------- |
| 1857-1858 | Karl August Pettersson   | 1833-1895  | Organist |
| 1858-1877 | Anders August Gustavsson | 1833-1904  | Organist |

## Kyrkor
- Mölltorps kyrka